# CHQR
CHQR (QR-77) ist eine kanadische Radiostation in Calgary, Alberta. Sie gehört Corus Entertainment  und strahlt ein Talkradio-Format aus. CHQR ist die exklusive Radiostation des Canadian-Football-Team Calgary Stampeders.
Durch die Lizenzierung als Clear Channel Station kann die Station auf 770 kHz auch außerhalb Kanadas gehört werden. Der 50-kW-Sender von CHQR strahlt als letzter Mittelwellensender auf dem Radiomarkt von Calgary sein Signal in C-QUAM-AM-Stereo aus. CHQR's Studios befinden sich in der 17th Avenue südwestlich des Stadtzentrums von Calgary. Der Sender liegt außerhalb der Stadt bei De Winton, Alberta.